# Воля-Кробовська
Воля-Кробовська (пол. Wola Krobowska) — село в Польщі, у гміні Груєць Груєцького повіту Мазовецького воєводства.
Населення — 249 осіб (2011).
У 1975-1998 роках село належало до Радомського воєводства.

## Демографія
Демографічна структура станом на 31 березня 2011 року:
|          | Загалом | Допрацездатний вік | Працездатний вік | Постпрацездатний вік |
| -------- | ------- | ------------------ | ---------------- | -------------------- |
| Чоловіки | 128     | 29                 | 86               | 13                   |
| Жінки    | 121     | 18                 | 83               | 20                   |
| Разом    | 249     | 47                 | 169              | 33                   |